# Dongfeng Peugeot
Dongfeng Peugeot est une marque automobile franco-chinoise, qui, comme Dongfeng Citroën, commercialise les modèles fabriqués par DPCA (société mixte) dont Stellantis (anciennement PSA) et Dongfeng Motor Corporation sont actionnaires.

## Modèles

### Modèles fabriqués par Dongfeng Peugeot

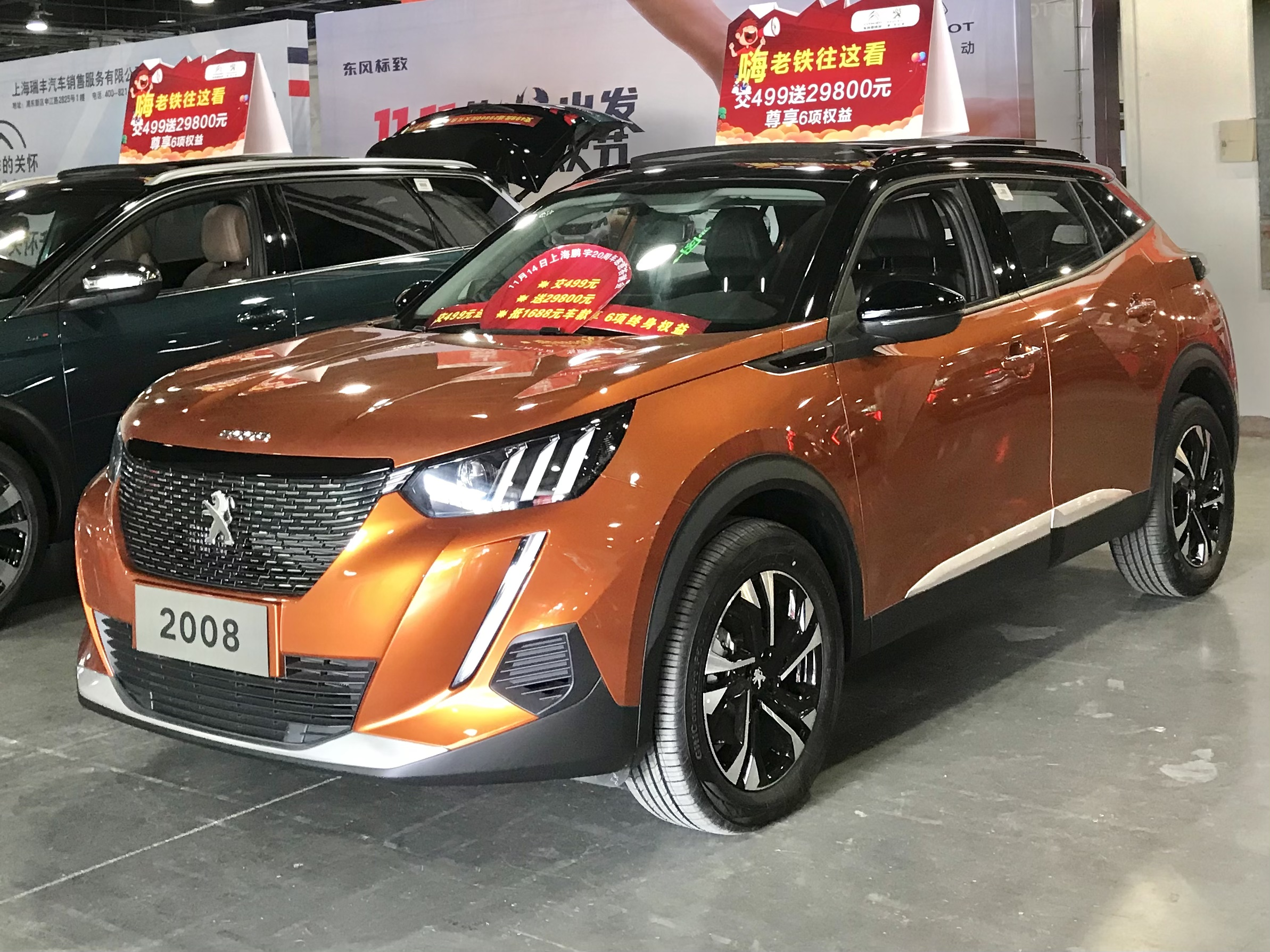
Dongfeng Peugeot 2008
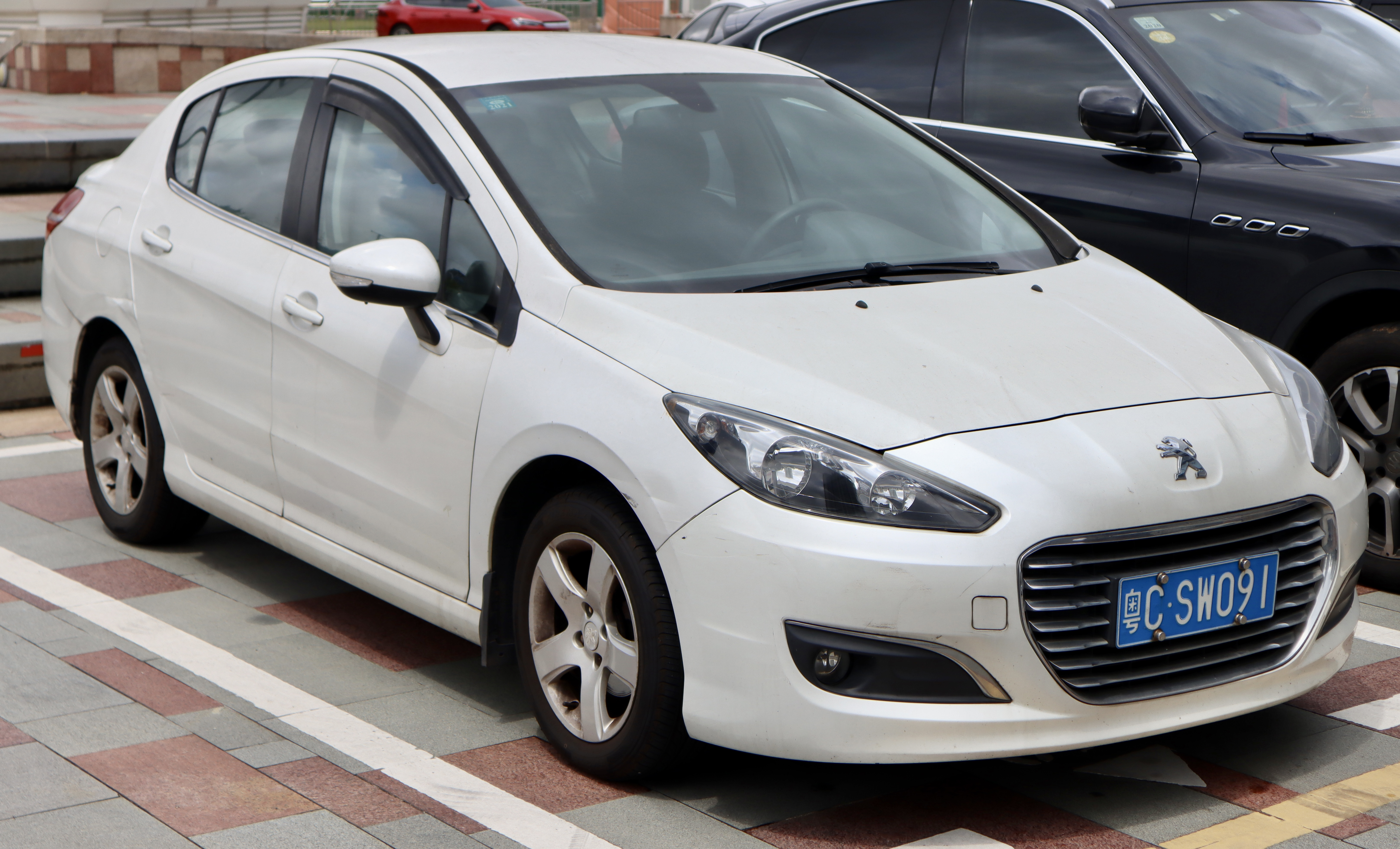
Dongfeng Peugeot 308
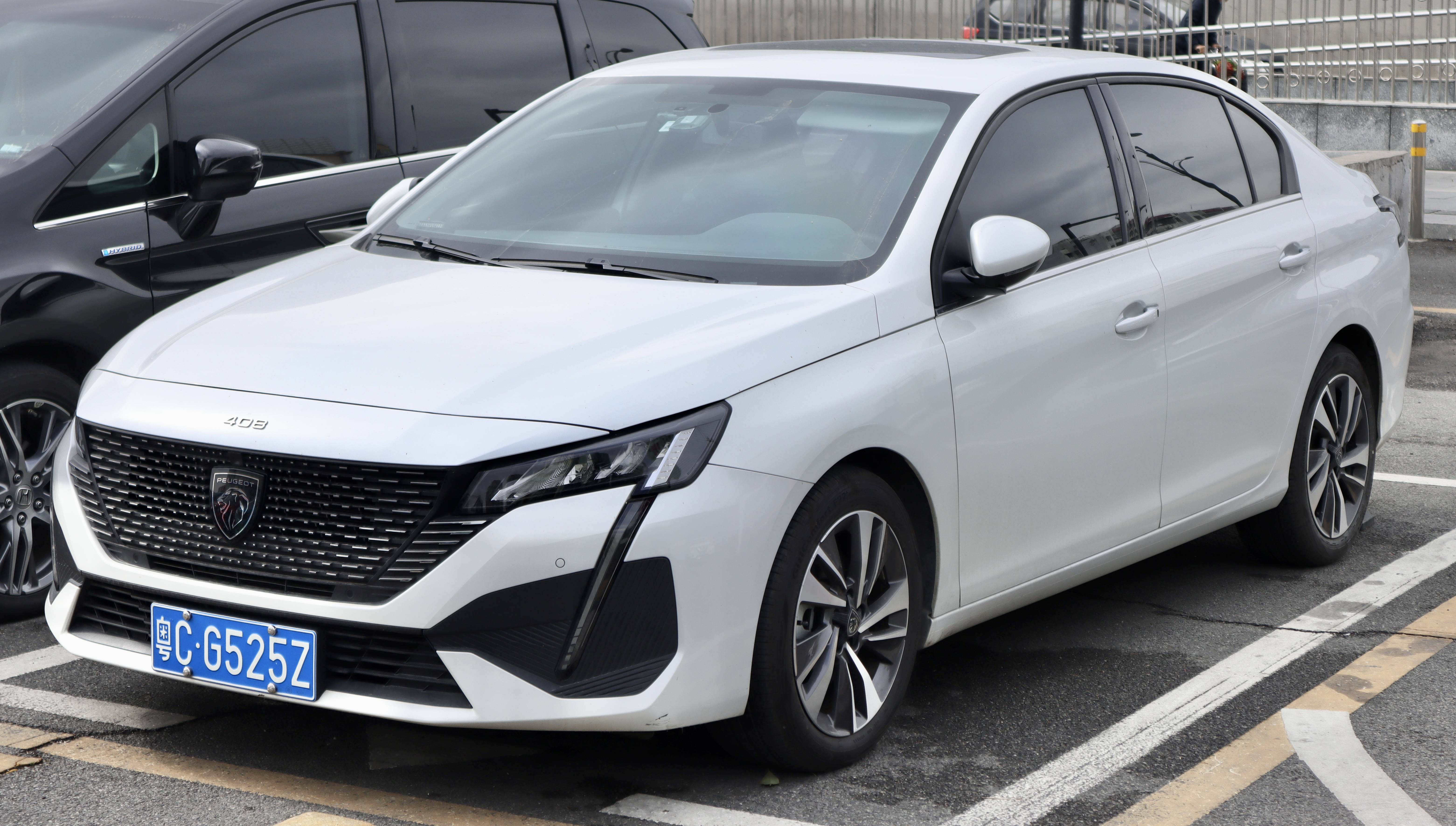
Dongfeng Peugeot 408
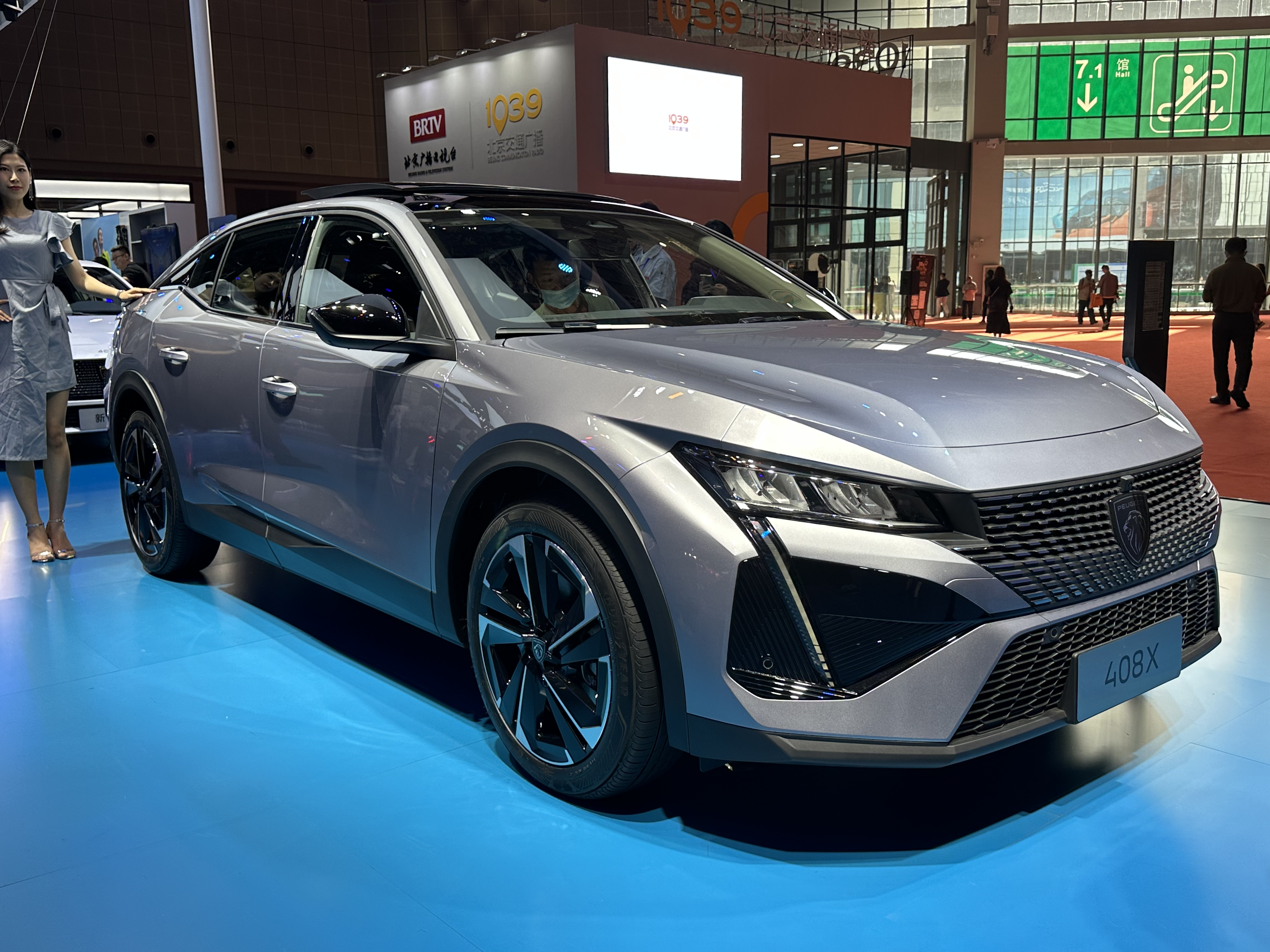
Dongfeng Peugeot 408 X
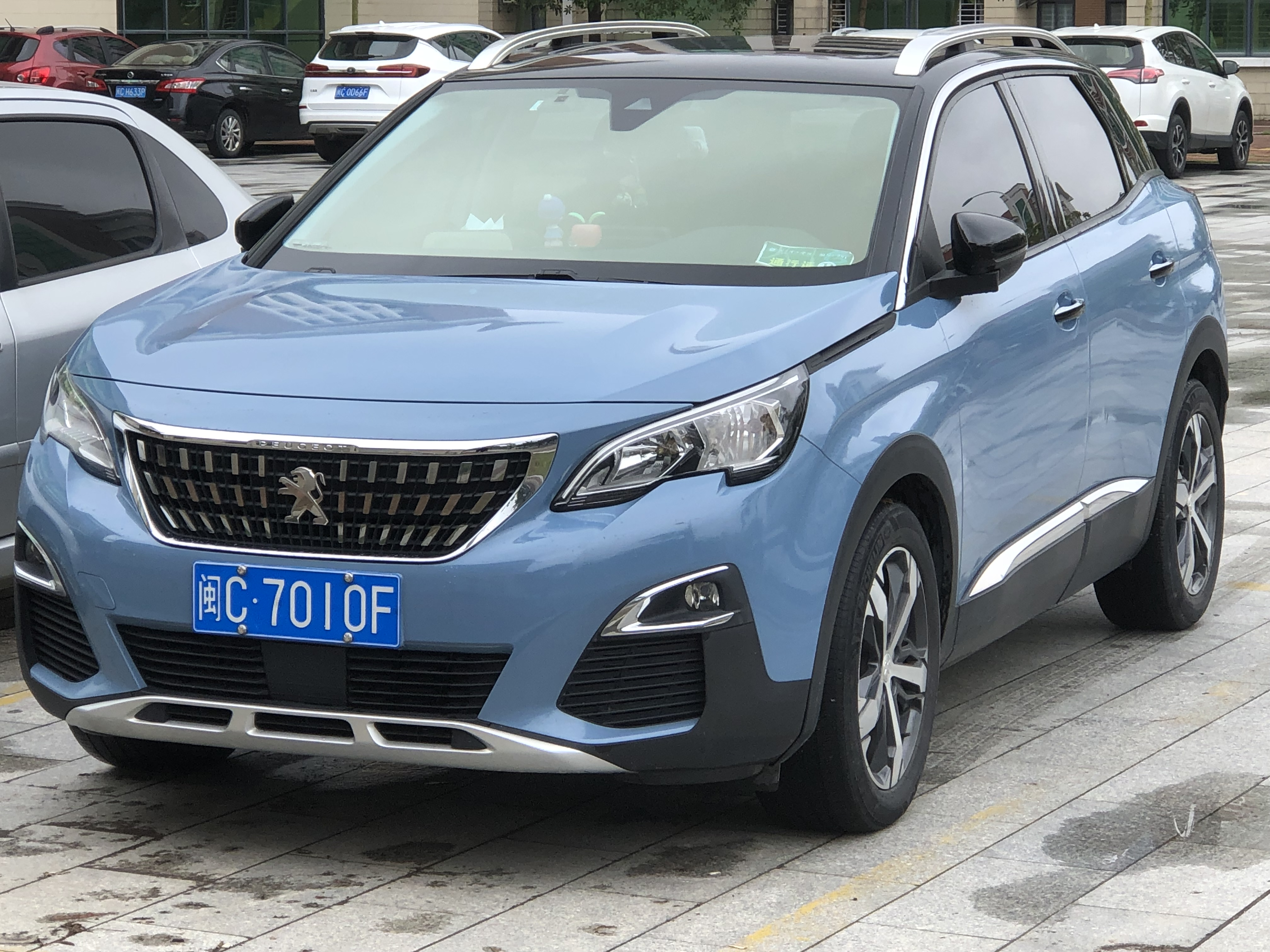
Dongfeng Peugeot 4008
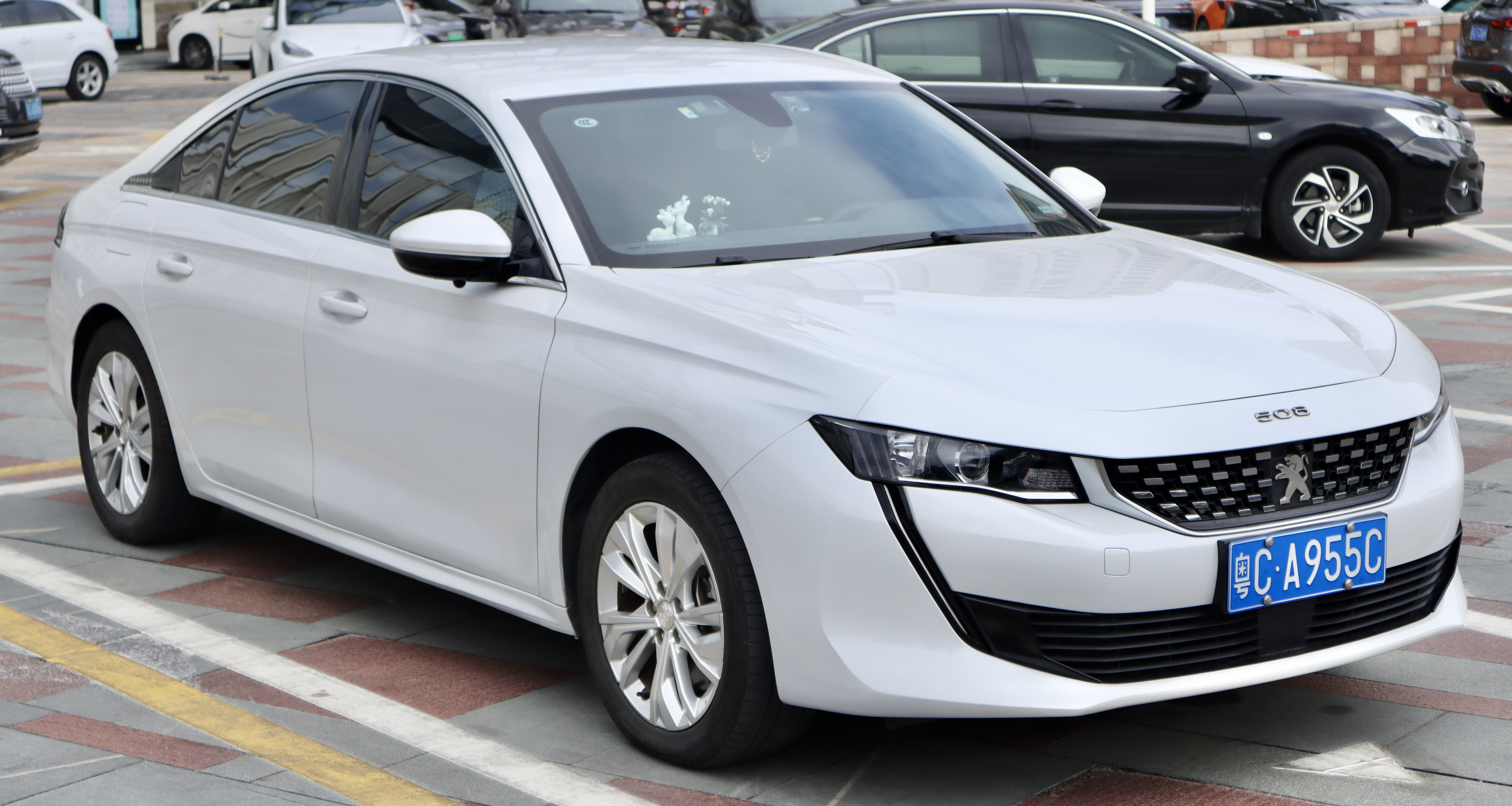
Dongfeng Peugeot 508
- Dongfeng Peugeot 5008  - Peugeot 2008
  - Peugeot 308
  - Peugeot 408
  - Peugeot 408X
  - Peugeot 4008
  - Peugeot 508

### Anciens modèles fabriqués par Dongfeng Peugeot

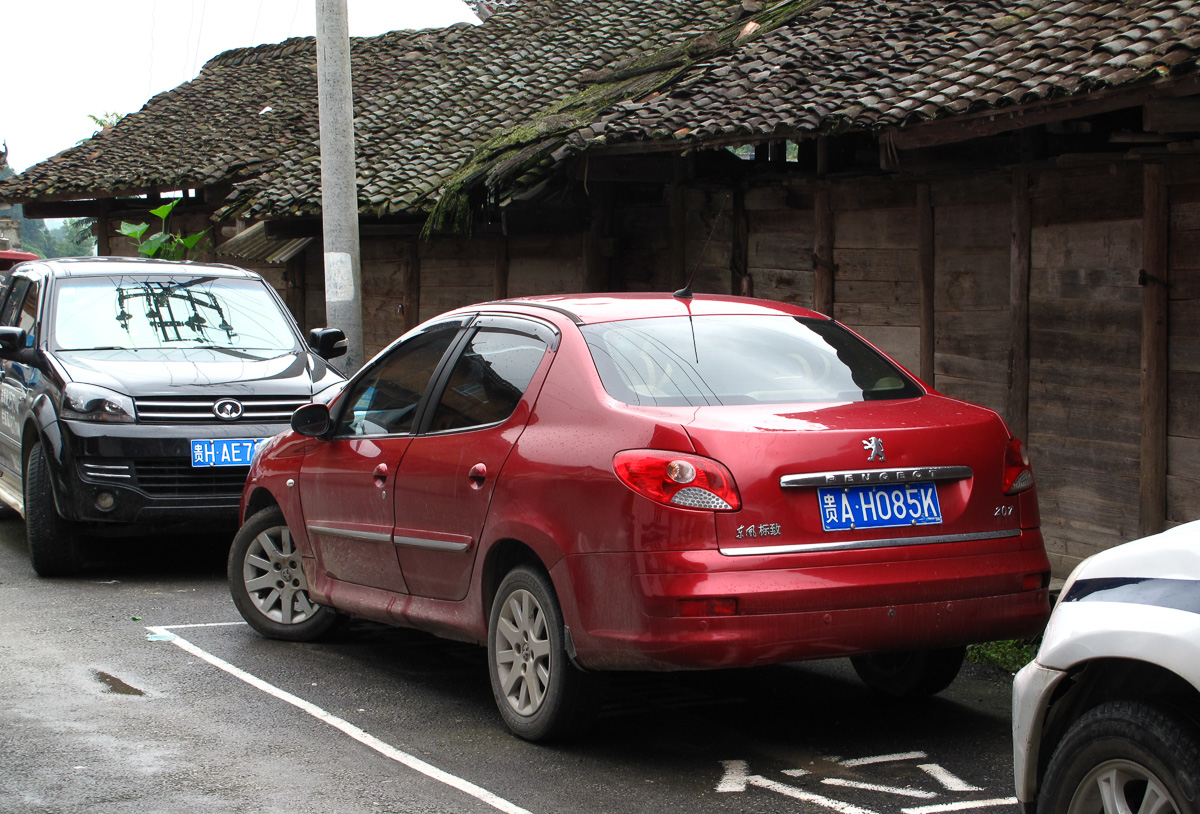
Peugeot 207 4 portes

- Dongfeng Peugeot 206 / 207
- Dongfeng Peugeot 301
- Dongfeng Peugeot 307

- Dongfeng Peugeot 3008